# Verklikkerduinen
De Verklikkerduinen is een natuurgebied op de westzijde van het Nederlandse eiland Schouwen-Duiveland, provincie Zeeland. Het duingebied maakt deel uit van het Natura 2000-gebied de Kop van Schouwen en ligt ten westen van de plaats Renesse. De naam is afkomstig van de verklikker in de duinen: dit was een baken voor de scheepvaart tussen de vuurtorens van Goeree en Schouwen.
De Verklikkerduinen zijn het jongste deel van de Kop van Schouwen. In de middeleeuwen lag achter de duinen een haaimetenlandschap dat werd aangeduid als de Oosteren en Westeren Ban van Schouwen. Tussen 1000 en 1300 kwam er veel zand vanuit zee, waardoor de oude duinen werden overstoven en er paraboolduinen ontstonden. Ook het landbouwgebied werd door het zand geraakt.
Tot in de 17e eeuw werd er vanuit Schouwen nog water afgevoerd richting het Palinxgat, een inham in de duinen. Tegen de duinrand aan lag in de 15e eeuw vermoedelijk het gehucht Vannekinsdorp. Eind 15e eeuw werd hier de kapel van Onze Lieve Vrouwe op Zee gebouwd. Deze kapel werd door zeelui en vissers gebruikt om te bidden voor een veilige reis, maar was ook een bedevaartsplaats. De kapel is in 1572 door de Watergeuzen vernield en de restanten zijn door stuivend duinzand overdekt geraakt. Het Palinxgat stoof in de 17e eeuw dicht en ook de landbouwgronden raakten met zand bedekt. Tot 1935 hadden de duinen nog vrij spel, maar door de beplanting met helmgras en struiken werden ze tot staan gebracht. 
De kust groeit bij de Verklikkerduinen aan met jonge duinen en strandvlakten. Het gebied zelf heeft paraboolduinen en secundaire duinvalleien. Door het duingebied lopen enkele paden, zoals het Duinhoevepad en Verklikkerpad.